# Église Saint-Jean-Népomucène de Kehl
L'église Saint-Jean-Népomucène (en allemand : St. Johannes Nepomuk) est un édifice religieux catholique situé à Kehl, dans le land de Bade-Wurtemberg, en Allemagne.

## Construction
Construite entre 1912 et 1914 sur des plans de Johannes Schroth, l'église paroissiale catholique romaine Saint-Jean-Népomucène a été inaugurée le 28 juin 1914.

## Description

### Extérieur
L'édifice, néo-roman, est doté d'une tour-campanile de 56 mètres de haut, où se trouvent cinq cloches, respectivement nommées Jesus, Maria, Aloisius, Franziska et Cäcilia. Au frontispice, une fresque représente l'ascension du Christ.

### Intérieur

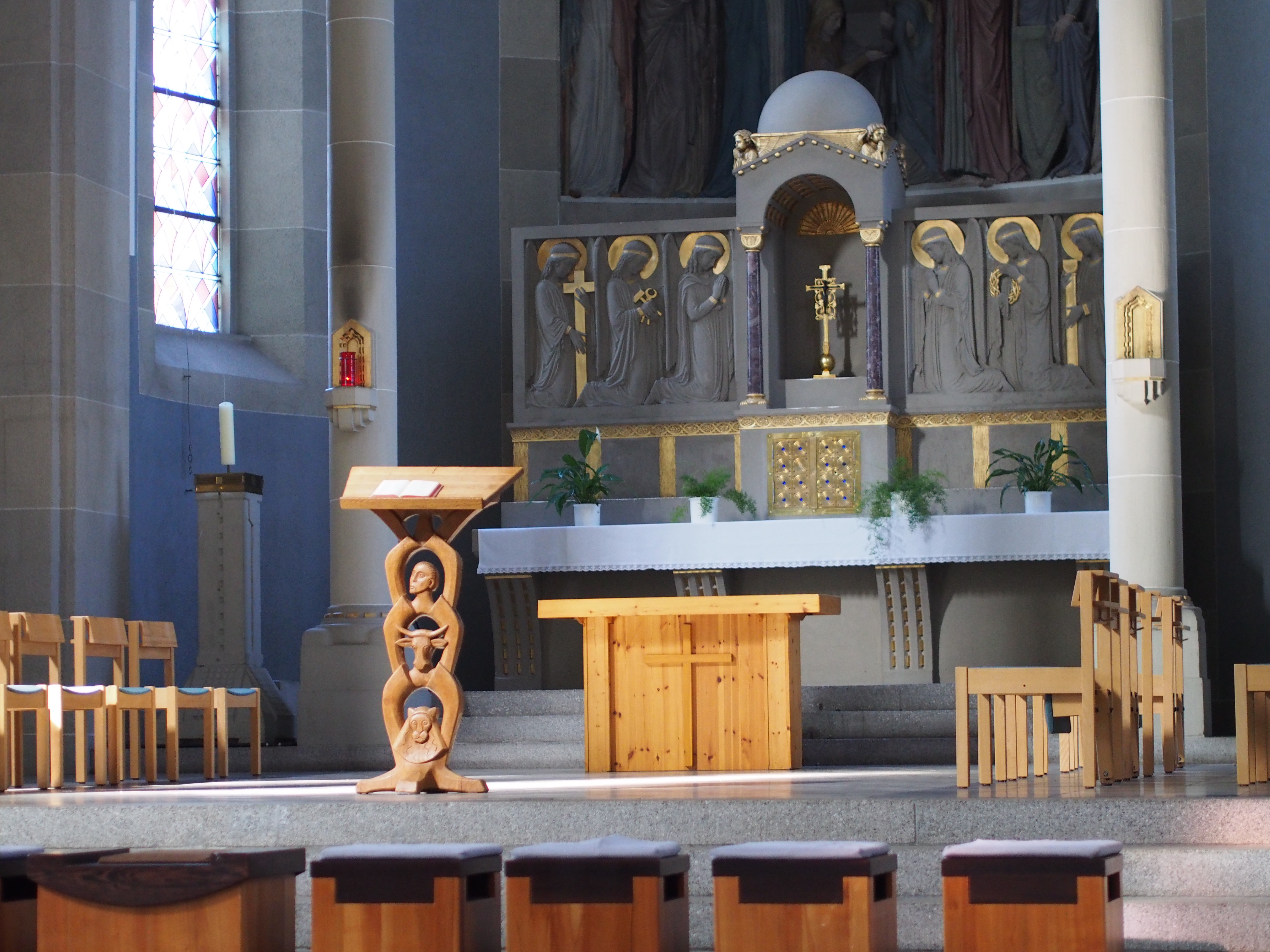

L'intérieur est décoré d'éléments de styles Art nouveau et Nouvelle objectivité, ainsi que de nombreuses statues : vierge Marie, pietà, Antoine de Padoue, David (roi d'Israël), Cécile de Rome, Charles Borromée, Louis de Gonzague, saint Joseph, Sacré-Cœur de Jésus, Conrad de Parzham, ainsi que les apôtres Matthieu, Jacques le Mineur, Philippe, Jude, André, Jean, Barthélemy, Jacques de Zébédée, Matthias, Pierre et Paul.
L'autel, l'ambon, les sièges du chœur et les bougeoirs datent de 1999 et ont été réalisés en bois de cerisier et de wengé. L'autel en forme de pont représente le passage liturgique entre ciel et terre et renvoie aussi à la fois au prêtre et martyr Jean Népomucène (patron des bateliers et des ponts) et à la passerelle des Deux Rives qui relie Kehl à Strasbourg.
L'orgue à tuyaux de 1922 ayant subi d'importants dommages durant la Seconde Guerre mondiale, il a été remplacé en 1988 par un orgue électronique Ahlborn.